# 小行星2777
小行星2777（2777 Shukshin）是一颗围绕太阳公转的小行星。1979年9月24日，尼古拉·切爾尼赫在克里米亚发现了此天体。
該小行星以俄羅斯作家和演員瓦西里·馬卡羅維奇·舒克申（Vasilii Makarovich Shukshin）命名。
这颗小行星的绝对星等为95.12567597368307等。